# コルッチョ・サルターティ
リーノ・コルッチョ・サルターティ（イタリア語: Lino Coluccio Salutati、1331年2月16日 - 1406年5月4日）は、ルネサンス期イタリアの政治家、人文主義者（ヒューマニスト）。
1375年から亡くなる1406年までフィレンツェ共和国の書記官長を務めた。同国出身の詩人ペトラルカの弟子で、当時の人文主義者を保護してフィレンツェを人文主義運動の発信地に成長させた。
公文書の記述に古典ラテン語の修辞法を導入し、1397年頃にギリシャの文人マヌエル・クリュソロラスを招聘してフィレンツェでギリシア語を教えさせるなど、約30年に渡ってイタリアに於けるルネサンス（古代文化の復興）に尽力したとして名高い。
代表的な著作に、1400年頃に著された『専制君主論 (De tyranno)』があり、これは同国出身の政治思想家ニッコロ・マキャヴェッリ『君主論』を先駆けた作品として名高い。また、サルターティがフィレンツェの学者へ宛てた古典ラテン語の手紙は、その洗練された文章で知られる。サルターティは「Scimmia di Cicerone」と称される他、同国出身のカトリック枢機卿兼ミラノ僭主ジョヴァンニ・ヴィスコンティ (大司教)から「サルターティの筆は、1000人の騎兵に等しい」と評された。

## 生涯
1331年2月16日、イタリアのブッジャーノ（現: トスカーナ州ピストイア県）に生まれる。サルターティはギベリン（皇帝派）から追われている父の亡命先であったボローニャで学んだ。ブッジャーノはその後フィレンツェ共和国の一部となり、安全になったため、家族でブッジャーノに戻った。
フィレンツェ共和国の公証人として務め、多くのイタリアの都市を回った。公証人として働く傍ら、文学の研究も行い、同国出身の人文主義者であるボッカッチョやフランチェスコ・ネッリと出会った。
1367年に教皇領であったトーディの書記官長に就任する。翌年1368年から1370年まで教皇領秘書を務めていたフランチェスコ・ブルーニ ( Francesco Bruni) と共にローマに行き、ローマ教皇ウルバヌス5世がアヴィニョンからローマに戻る際の助手を務めた。
1370年には教皇庁のつながりでルッカ共和国でも書記官長を務めたが、論争をきっかけにすぐに辞職した。
1374年、フィレンツェ共和国政府に仕え、翌1375年からフィレンツェ共和国の書記官長を務めた。
書記官長として指導権を握ると、最初は共和制的な理想を抱いていたが、晩年になるにつれて君主制の考えを是認する立場を取った。
1406年5月4日に亡くなると、フィレンツェ政府はサルターティの葬儀代として250フロリンを支払った。

## 作品
- 1381年、『De saeculo et religione』
- 1393年 - 1399年、『De fato, fortuna et casu』
- 1399年、『De nobilitate legum et medicinae』
- 1400年、『専制君主論 (De tyranno)』 - 日本語では『暴君論』『僭主論』とも。邦訳、米田潔弘訳『僭主論』、池上俊一監修『原典イタリア・ルネサンス人文主義』2010年、名古屋大学出版会、95-130頁所収。
- 1403年、『Invectiva』
- 絶筆、『ヘラクレスの功績について (De laboribus Herculis)』